# Fons van Wissen
Gerardus Jacobus Alphonsus ("Fons") van Wissen (Margraten, 21 maart 1933 – Best, 7 juli 2015) was een Nederlands voetballer.

## Loopbaan

### MVV
Van Wissen begon met voetballen bij de amateurs van R.K.V.V.M. uit Margraten, waar hij op zijn vijftiende debuteerde in het eerste elftal. Hij maakte zijn debuut op 6 september 1953 bij MVV in de thuiswedstrijd tegen ADO (2-2). Een week later, 13 september, in de thuiswedstrijd tegen Hermes DVS scoorde hij zijn allereerste van 42 competitietreffers voor MVV. In Maastricht speelde hij vijf seizoenen.

### PSV
Hij vertrok in 1958 naar PSV. De rechtshalf won met PSV de landstitel in 1963 en speelde het seizoen daarop in de Europacup I. In acht seizoenen in Eindhoven speelde hij 232 competitiewedstrijden waarin hij 24 keer scoorde.

### Oranje
In 1957 kwam Van Wissen voor het eerst uit voor het Nederlands elftal, in een vriendschappelijke wedstrijd tegen de Rode Duivels. De meest geruchtmakende interland die hij speelde was zijn tweede, het WK-kwalificatieduel tegen Oostenrijk, dat destijds vanwege de hardheid van het spel opzien baarde.
Van Wissen kwam 30 keer in actie voor Oranje en scoorde viermaal. Zijn laatste interland was in 1964, de uitwedstrijd tegen Albanië. De armoede die hij in dat land waarnam maakte diepe indruk op hem. "Het was er verschrikkelijk. (...) Na die wedstrijd heb ik een brief geschreven naar de KNVB, dat ik mijn interlandcarrière wilde beëindigen. Zoiets wilde ik nooit meer meemaken."

### Aanvoerder
Hetzelfde jaar werd Van Wissen aanvoerder van PSV. Dat bleef hij twee jaar. Daarna kreeg hij last van een liesblessure en belandde hij op de bank. In 1967 stapte hij over naar Helmond Sport, waar hij twee jaar later zijn voetbalcarrière beëindigde.
Van Wissen kon het voetbal niet loslaten en opende in de Kruisstraat in Eindhoven zijn eigen sportwinkel, waarin hij zelf actief werd. Hierin bleef hij werken tot 2011.

## Carrièrestatistieken
| Seizoen         | Club            | Land            | Competitie                   | Competitie | Competitie | Beker | Beker | Internationaal | Internationaal | Overig | Overig | Totaal | Totaal |
| Seizoen         | Club            | Land            | Competitie                   | Wed.       | Dlp.       | Wed.  | Dlp.  | Wed.           | Dlp.           | Wed.   | Dlp.   | Wed.   | Dlp.   |
| --------------- | --------------- | --------------- | ---------------------------- | ---------- | ---------- | ----- | ----- | -------------- | -------------- | ------ | ------ | ------ | ------ |
| 1953/54         | MVV             | Nederland       | Eerste klasse D              | 26         | 12         | –     | 0     | 0              | 0              | 0      | 0      | 26     | 12     |
| 1954/55         | MVV             | Nederland       | Eerste klasse D (afgebroken) | 4          | 0          | –     | –     | 0              | 0              | 0      | 0      | 4      | 0      |
| 1954/55         | MVV             | Nederland       | Eerste klasse A              | 24         | 11         | –     | –     | 0              | 0              | 0      | 0      | 24     | 11     |
| 1955/56         | MVV             | Nederland       | Hoofdklasse B                | 32         | 15         | –     | –     | 0              | 0              | 0      | 0      | 32     | 15     |
| 1956/57         | MVV             | Nederland       | Eredivisie                   | 32         | 3          | –     | 0     | 0              | 0              | 0      | 0      | 32     | 3      |
| 1957/58         | MVV             | Nederland       | Eredivisie                   | 30         | 1          | –     | 0     | 0              | 0              | 0      | 0      | 30     | 1      |
| 1958/59         | PSV             | Nederland       | Eredivisie                   | 21         | 4          | –     | 0     | 0              | 0              | 0      | 0      | 21     | 4      |
| 1959/60         | PSV             | Nederland       | Eredivisie                   | 33         | 2          | –     | –     | 0              | 0              | 0      | 0      | 33     | 2      |
| 1960/61         | PSV             | Nederland       | Eredivisie                   | 33         | 2          | –     | 0     | 0              | 0              | 0      | 0      | 33     | 2      |
| 1961/62         | PSV             | Nederland       | Eredivisie                   | 28         | 1          | –     | 0     | 0              | 0              | 0      | 0      | 28     | 1      |
| 1962/63         | PSV             | Nederland       | Eredivisie                   | 25         | 3          | –     | 0     | 0              | 0              | 0      | 0      | 25     | 3      |
| 1963/64         | PSV             | Nederland       | Eredivisie                   | 27         | 6          | –     | 0     | 4              | 0              | 0      | 0      | 31     | 6      |
| 1964/65         | PSV             | Nederland       | Eredivisie                   | 25         | 2          | 2     | 0     | 0              | 0              | 0      | 0      | 27     | 2      |
| 1965/66         | PSV             | Nederland       | Eredivisie                   | 27         | 3          | 4     | 1     | 0              | 0              | 0      | 0      | 31     | 4      |
| 1966/67         | PSV             | Nederland       | Eredivisie                   | 13         | 1          | –     | 0     | 0              | 0              | 0      | 0      | 13     | 1      |
| 1967/68         | Helmond Sport   | Nederland       | Tweede divisie               | 37         | 6          | 3     | 0     | 0              | 0              | 2      | 0      | 42     | 6      |
| 1968/69         | Helmond Sport   | Nederland       | Eerste divisie               | 32         | 4          | 2     | 0     | 0              | 0              | 0      | 0      | 34     | 4      |
| Carrière totaal | Carrière totaal | Carrière totaal | Carrière totaal              | 449        | 76         | 11    | 1     | 4              | 0              | 2      | 0      | 466    | 77     |

## Erelijst
PSV
| Nationaal     |    |         |
| Landskampioen | 1x | 1962/63 |